# Peter Broeker
Peter Broeker (n. 15 mai 1926, Germania – d. 4 noiembrie 1980, Ottawa, Ontario, Canada) a fost un pilot de Formula 1. De-a lungul carierei a luat startul în 1 cursă, niciuna din pole-position. Nu a câștigat nicio cursă și nu a terminat niciodată pe podium, acumulând 0 puncte în întreaga activitate ca pilot de Formula 1.